# Каррикбег
Каррикбег (англ. Carrickbeg; ирл. An Charraig Bheag, «маленькая скала») — деревня в Ирландии, находится в графстве Уотерфорд (провинция Манстер) у реки Шур. Известна тем, что один из её жителей выиграл джекпот в лотерее EuroMillions.